# Лампрер, Эдмон
Селестен Эдмон Орас Лампрер (фр. Celestin Edmond Horace Lempereur; род. 4 января 1876 г. Уллен — ум. 24 ноября 1909 г. Париж) — французский художник, график и иллюстратор второй половины ХIХ — начала XX веков.

## Жизнь и творчество
Эдмон Лампрер был членом «Общества независимых художников» Франции, выставлял свои работы в парижском «Осеннем салоне». Автор многочисленных эскизов, карикатур и рисунков для периодической печати, в частности для журналов «Полишинель» (Polichinelle), «Фру-Фру» (Le Frou-frou), «Тарелка с маслом» (L’Assiette au beurre) и др. Художник был дружен с живописцем и графиком Фабьеном Лоне, а также с музыкантом и композитором из Тулузы Пьером Кунком.
Художественные работы Эдмона Лампрера хранятся в различных крупных собраниях живописи, в том числе в музее Эрмитаж (Санкт-Петербург), музее Тулуз-Лотрека (Альби) и др. В 1926 году, уже после смерти художника, состоялась обширная ретроспективная выставка его произведений.

## Галерея

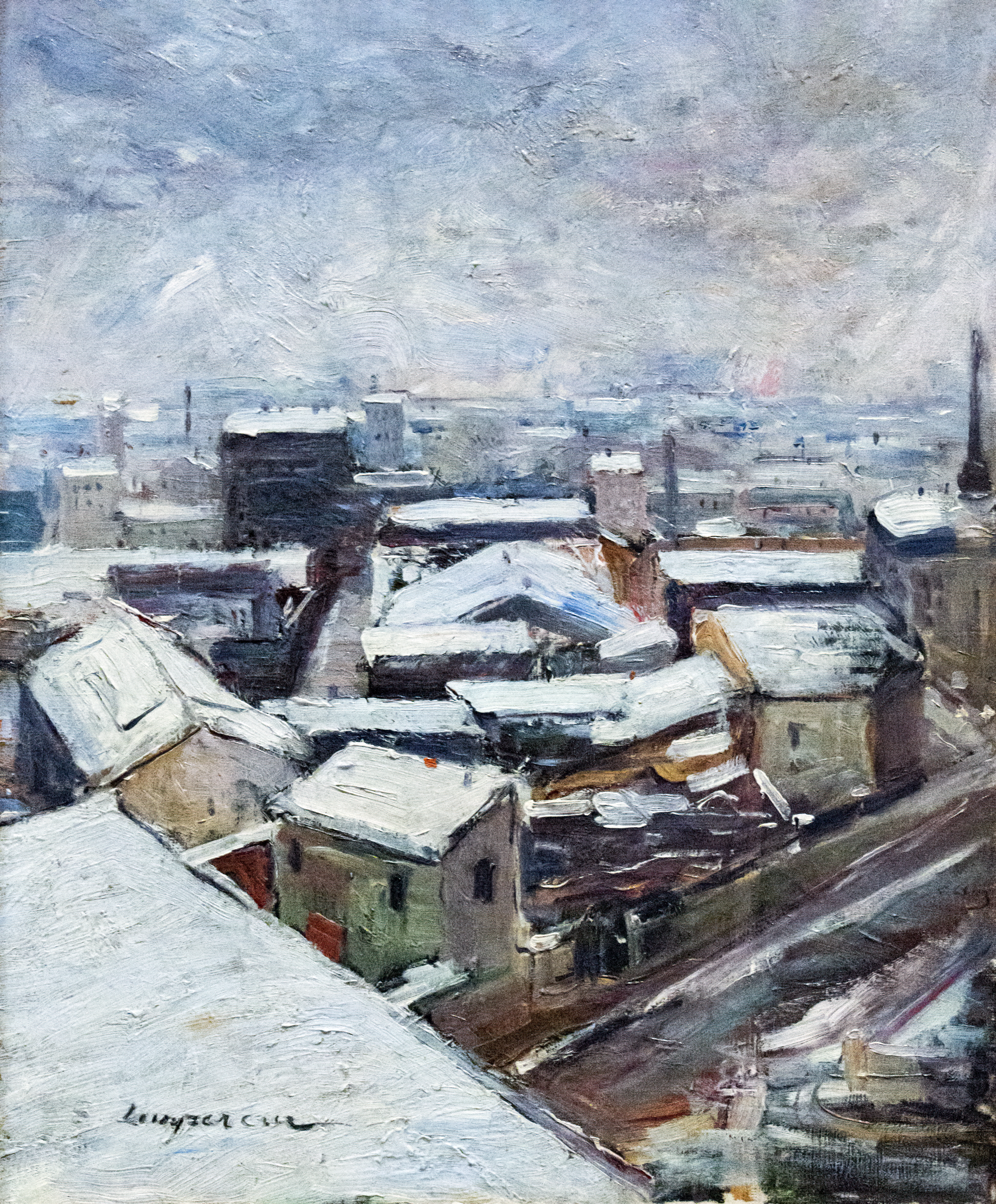
Крыши Парижа, увиденные с Монмартра ( 1895), Альби, музей Тулуз-Лотрека
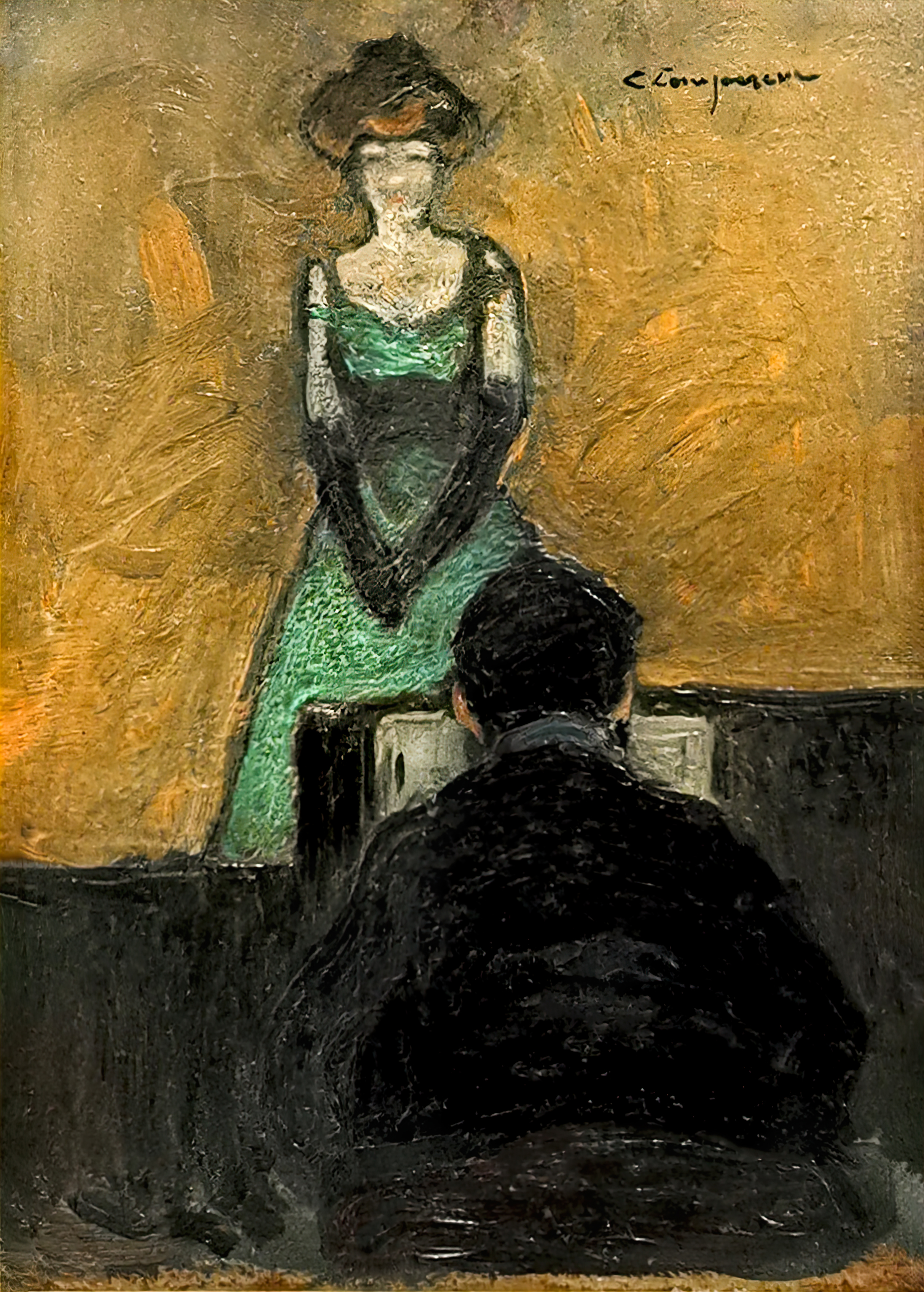
Портрет Иветт Гильбер (между 1895 и 1900), Альби, музей Тулуз-Лотрека
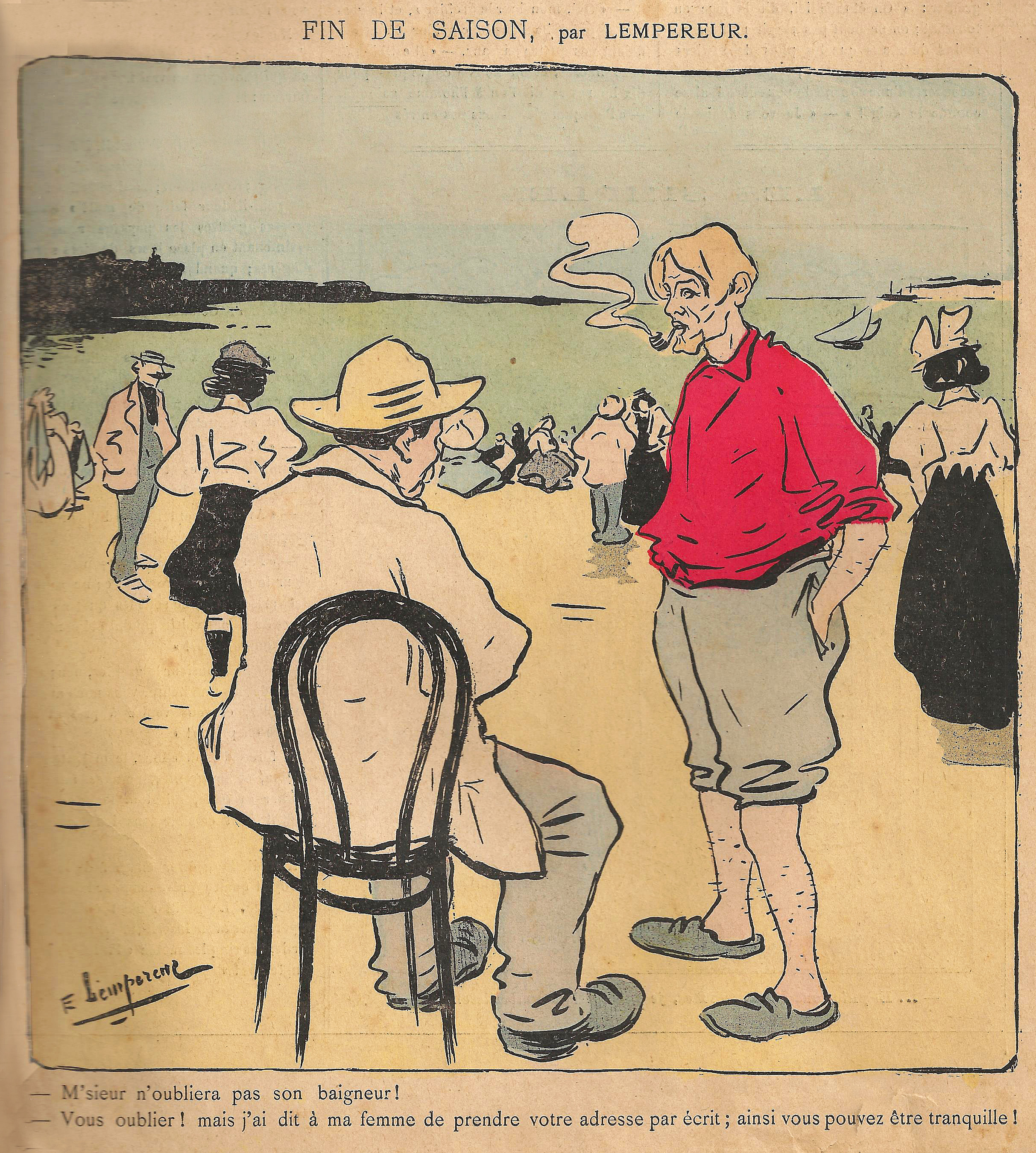
Конец сезона, иллюстрация к журналу 'Polichinelle (1897)
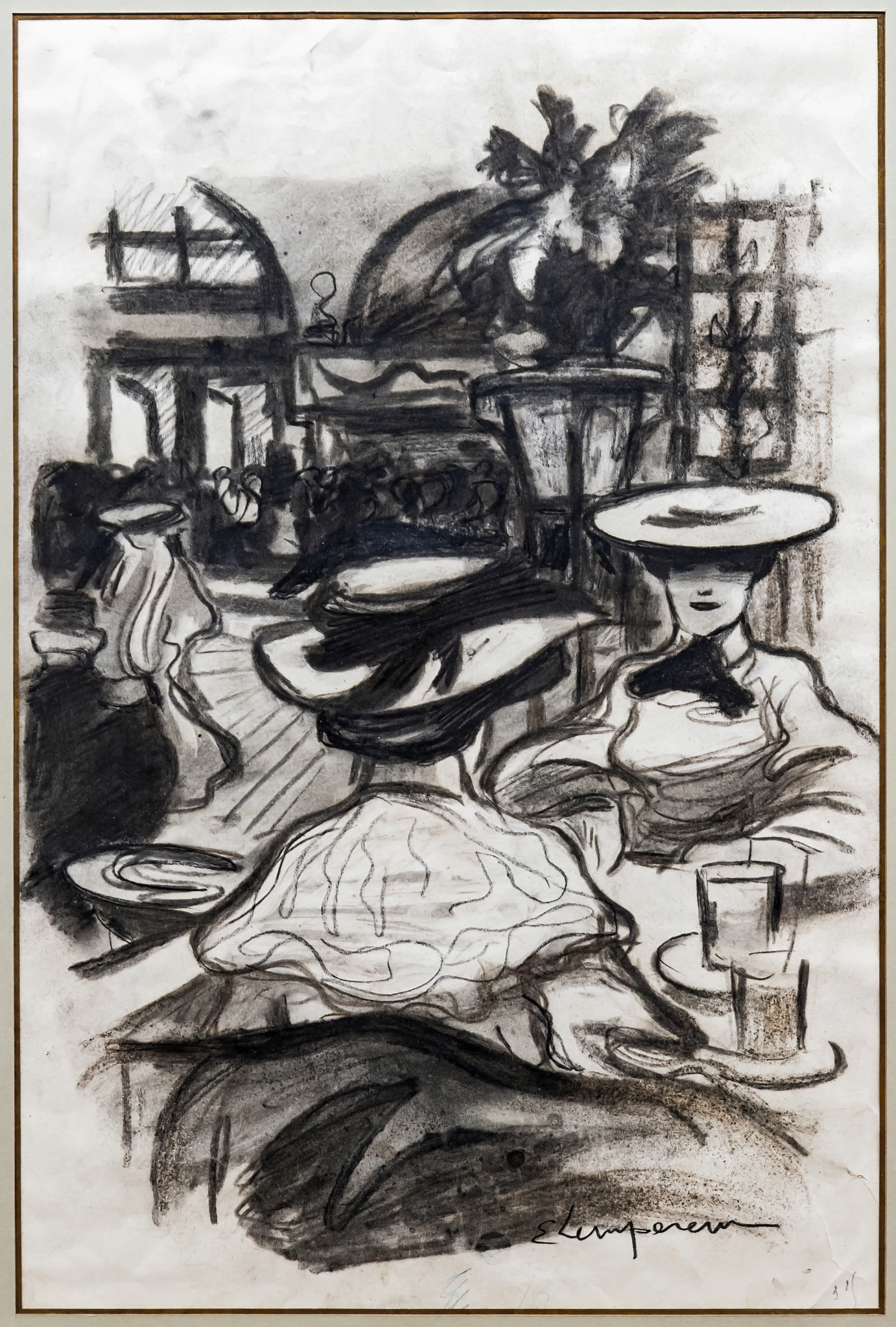
В кафе ( около 1900), Альби, музей Тулуз-Лотрека
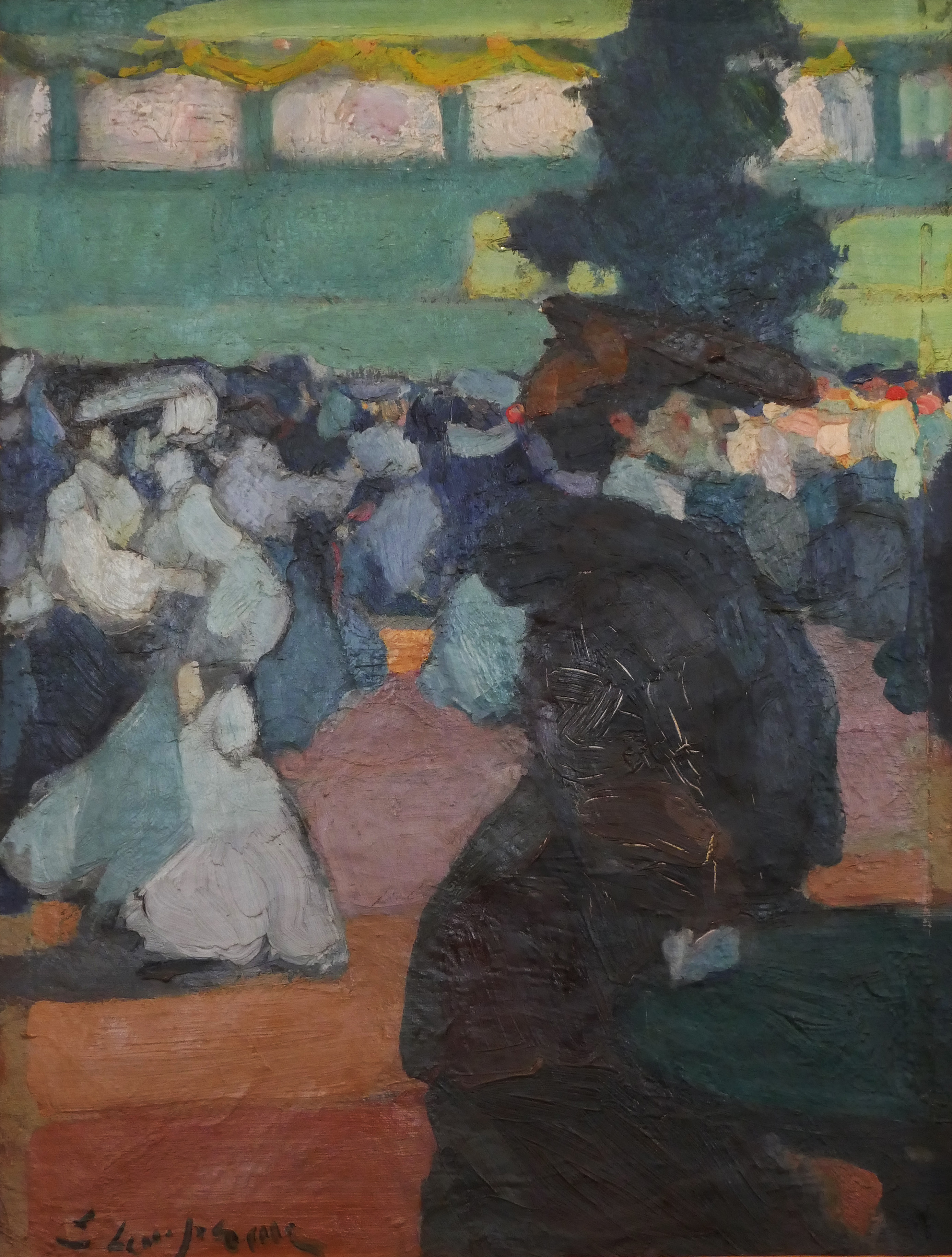
На балу (1905), Санкт-Петербург, Эрмитаж